# 沙后所镇
沙后所镇，是中华人民共和国辽宁省葫芦岛市兴城市下辖的一个乡镇级行政单位。

## 歷史沿革
1932年为兴城县沙后所村；1945年建沙后所区；1946年设乡；1948年11月设六区区政府（驻沙后所）；1955年撤销区政府称呼，六区改称沙后所区公所；1956年1月并区撤村建乡，扩沙后所区共设19个乡；1957年1月撤销沙后所区，分设一个独立乡和六个中心乡，沙后所为独立乡；1958年2月并乡扩社，烟台河、五里桥二乡并入沙后所乡，同年秋将沙后所、闻家、望海三乡合并，组成沙后所人民公社；1961年5月望海、闻家公社由沙后所公社析出；1983年9月，沙后所人民公社改称沙后所乡人民政府；1984年7月，沙后所乡改称沙后所镇，下辖16个村和3个居民委员会；1986年6月，沙后所镇改称沙后所满族镇；2002年3月将沙后所满族镇改称沙后所镇，仍享受民族乡待遇。

## 行政区划
沙后所镇下辖以下地区：
沙后所社区、城内村、南门外村、西关村、烟台村、前王村、后王村、乱泥村、王家洼子村、五里村、荒地村、石屯村、焦家村、闻家村、桃园村、五王村和龙王村。